# Acer Nitro
Acer Nitro — серія ігрових ноутбуків і настільних комп'ютерів, які випускає компанія Acer. Лінійка Nitro орієнтована на геймерів, яким потрібне потужне «залізо» за відносно доступною ціною. На відміну від флагманської серії Predator, пристрої Nitro пропонують більш збалансоване поєднання продуктивності, системи охолодження та вартості.

## Лінійка продуктів
Серія Acer Nitro включає кілька моделей, що відрізняються характеристиками та функціональністю:
- Acer Nitro 5 — найпопулярніша модель лінійки, яка оснащується ігровими процесорами Intel Core або AMD Ryzen, дискретними відеокартами NVIDIA GeForce RTX або AMD Radeon, а також IPS-дисплеями з високою частотою оновлення.[2]
- Nitro 7 — преміальніша версія, що відрізняється покращеним дизайном, тонким металевим корпусом і вдосконаленими рішеннями в галузі охолодження.[3]
- Nitro 50 — серія ігрових настільних ПК з потужними процесорами та відеокартами, призначеними для ресурсомістких ігор і роботи з графікою.[4]

## Технічні характеристики
Характеристики можуть відрізнятися залежно від конкретної моделі та покоління пристроїв, однак ключові особливості серії Acer Nitro включають:
- Дисплей: IPS-панелі з роздільною здатністю Full HD (1920x1080) або 4K UHD, частота оновлення — від 60 Гц до 165 Гц.
- Процесори: Intel Core (серії i5, i7, i9) та AMD Ryzen (серії 5000, 6000, 7000).
- Графіка: NVIDIA GeForce GTX/RTX або AMD Radeon.[5]
- Оперативна пам'ять: до 32 ГБ DDR4/DDR5.
- Накопичувачі: SSD NVMe об'ємом до 2 ТБ, іноді передбачена можливість встановлення додаткового HDD.
- Система охолодження: технологія Acer CoolBoost, кілька вентиляторів і теплових трубок для ефективного охолодження.
- Операційна система: Windows 10/11 Home або Professional.[6]

## Позиціонування на ринку
Серія Acer Nitro орієнтована на користувачів, які потребують потужного ігрового пристрою за помірну ціну. На відміну від преміальних ігрових лінійок, таких як Predator, Nitro пропонує компроміс між продуктивністю та вартістю, що робить її популярною серед студентів і початківців-геймерів.

## Відгуки та критика
Лінійка Nitro отримала схвальні відгуки за хороше співвідношення ціни й продуктивності. Користувачі відзначають:
- Високу частоту оновлення екрана та якісне зображення.
- Достатню продуктивність для сучасних ігор.
- Ефективну систему охолодження.

Серед недоліків зазвичай згадують:
- Використання пластикового корпусу в більшості моделей, що робить їх менш преміальними порівняно з конкурентами.
- Відносно високий рівень шуму під навантаженням.
- Посередню якість вбудованих динаміків і вебкамери.[7]